# Subordinatianismus
Mit Subordinatianismus sub, (aus lateinisch ,unter‘, die Lehre von der Unterordnung) wird die Aussage frühchristlicher Theologen bezeichnet, nach der Jesus Christus zwar göttlichen Wesens, aber Gott, dem Vater untergeordnet ist. Vor allem Origenes und sein Schüler Dionysius von Alexandria vertraten diese Ansicht. „Bis zum Ende des 4. Jahrhunderts äußerte sich die Mehrzahl der Stimmen in der Kirche für (die Lehre) Origenes.“
Das Erste Nicänische Konzil legte im Jahr 325 fest (Bekenntnis von Nicäa), dass Gott der Vater und Gott der Sohn wesensgleich sind, und belegte anderslautende Aussagen, etwa den Arianismus, mit dem Anathema. Dennoch stand die Lehre des Origenes über die Subordination in den ersten Jahrhunderten in hohem Ansehen und dominierte um die Mitte des 4. Jahrhunderts zeitweise die theologischen Debatten insbesondere im Osten des Römischen Reiches.
In der Reformationszeit wurde der subordinatorische Tritheismus vor allem von Matteo Gribaldi und Giovanni Valentino Gentile vertreten, die den Grundstein für die Entwicklung des Unitarismus legten.